# Trilogia di Occidente
La Trilogia di Occidente è un insieme di romanzi di fantascienza ucronica realizzati dallo scrittore e giornalista Mario Farneti.
La trilogia originale è composta dai romanzi Occidente (2001), Attacco all'Occidente (2003) e Nuovo impero d'Occidente (2006). Negli anni successivi, si sono poi aggiunti vari spin-off, come la collana di fumetti Gli albi di Occidente e la trilogia di ebook Romano Tebaldi legionario (composta da Primo nero, L'oro di Vaida e 28 ottobre), ambientati nello stesso universo narrativo della trilogia iniziale.

## Ambientazione dei romanzi

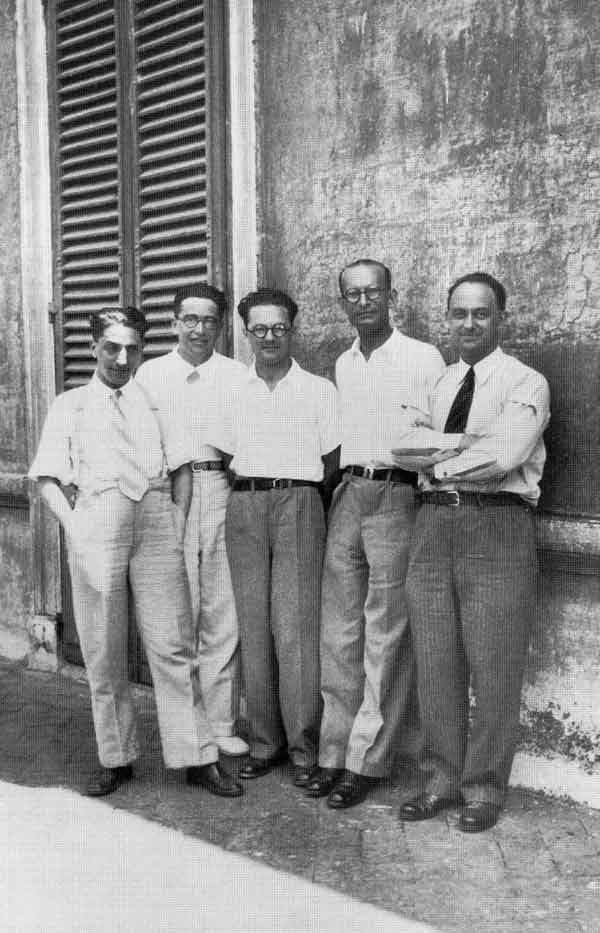
I "ragazzi di via Panisperna" (D'Agostino, Segrè, Amaldi, Rasetti e Fermi), le cui scoperte portarono alla realizzazione del primo reattore nucleare a fissione.

La trilogia di Occidente è ambientata in un mondo ucronico, in cui molti degli eventi storici avvenuti a partire dagli anni trenta si sono verificati in forme differenti o non si sono mai verificati. Lo stesso Farneti scrive, in una nota dell'autore posta alla fine del primo romanzo, che «alcuni episodi si basano su fatti e luoghi reali e su personaggi vissuti [...] che ricoprono nella narrazione ruoli diversi da quelli effettivamente svolti, o ruoli analoghi in un contesto politico differente», oppure fanno «riferimento a una serie di notizie che ha un fondamento di realtà».
Ad esempio, nel mondo parallelo in cui si svolgono i fatti della trilogia, il regime fascista non approvò mai le leggi razziali (non costringendo così i "ragazzi di via Panisperna" alla fuga negli Stati Uniti) e non si schierò con Adolf Hitler durante la Seconda guerra mondiale. L'Italia rimane dunque nella situazione pre-bellica, in cui dittatura fascista e monarchia "coabitano", sebbene (nel primo romanzo) con sempre maggiori insofferenze da un lato e dall'altro.
I cambiamenti si riflettono anche nelle biografie di molti personaggi realmente esistiti: molti personaggi del regime fascista (Mussolini su tutti) sopravvivono alla fine della guerra, mentre molti altri protagonisti "democratici" del secondo dopoguerra vengono a vario titolo "inquadrati" nella dittatura fascista (con l'eccezione di Giulio Andreotti, divenuto Segretario di Stato vaticano e poi papa, e di Rocco Buttiglione, succeduto ad Andreotti come Segretario di Stato).
Vengono poi utilizzati numerosi riferimenti all'ufologia (come il Gabinetto RS/33), a varie teorie pseudostoriche (come la base segreta nazista in Antartide o il "raggio della morte" attribuito a Guglielmo Marconi), alla mitologia di epoca greco-romana (come il mito di Atlantide, l'oricalco e la dea Roma), all'esoterismo e alla New Age (come la leggenda di Agarthi o il riferimento al colore indaco nell'ultimo libro) e a oggetti realmente esistiti (come le insegne imperiali restituite dal generale germanico Odoacre all'Imperatore romano d'Oriente Zenone, in seguito alla deposizione di Romolo Augustolo).

## Cronologia degli eventi

### Eventi precedenti alla Trilogia
Dopo lo scoppio della Seconda guerra mondiale, Benito Mussolini prese la «decisione sofferta» di non entrare in guerra al fianco delle altre due Potenze dell'Asse, in seguito a un preciso accordo con gli Stati Uniti: in cambio della neutralità, l'Italia sarebbe stata inclusa nel Piano Marshall, lanciato in quegli anni. Il regime fascista utilizzò quei soldi per rafforzarsi industrialmente e militarmente, come testimonia il primo test atomico nel deserto della Libia condotto da Enrico Fermi nel 1944.
Il 20 luglio 1944, Adolf Hitler morì nell'attentato di Rastenburg. Nei giorni successivi, il feldmaresciallo Erwin von Witzleben trattò la resa nazista con gli Alleati. Il Giappone fu invece piegato dal bombardamento atomico di Hiroshima e Nagasaki, alla cui rifinitura contribuirono gli scienziati italiani. I gerarchi nazisti furono processati a Norimberga, mentre la Germania fu occupata dagli Alleati: i territori a ovest del fiume Oder furono occupati dalle forze occidentali, quelli a est dall'Unione Sovietica.
La pace fu interrotta il 28 aprile 1945, quando l'Armata Rossa sfondò la linea di demarcazione e Tito raggiunse Fiume, causando lo scoppio della Terza guerra mondiale. L'Italia, stavolta, scelse di entrare nel conflitto al fianco di Stati Uniti, Regno Unito e Francia. Dopo l'iniziale offensiva sovietica, la prima vittoria occidentale fu a Isha (non lontano da Miranshah, in Pakistan), dove un gruppo di italiani tenne testa alle truppe sovietiche guidate dal generale Andropov fino all'arrivo delle forze britanniche.

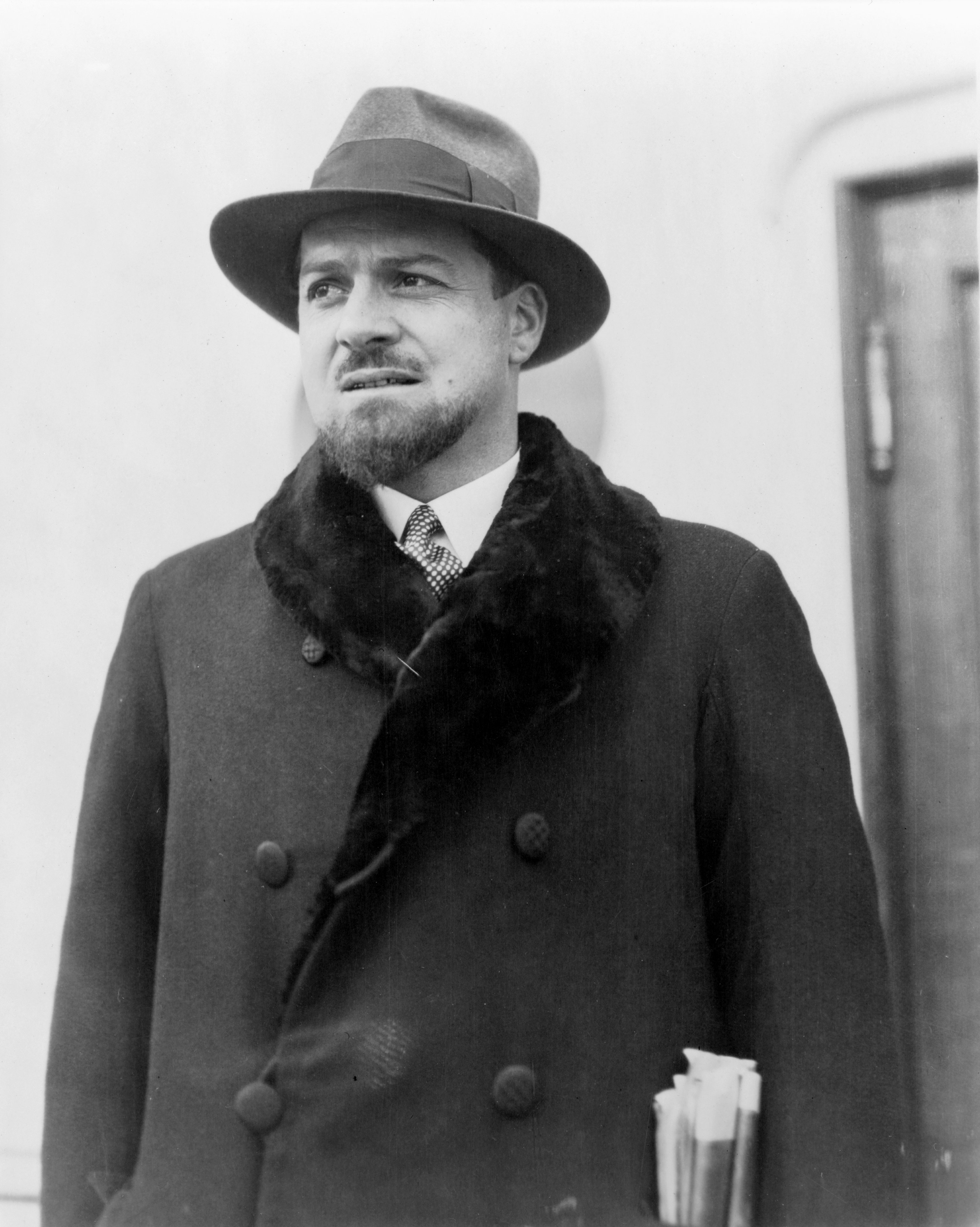
Italo Balbo, il cui aereo fu abbattuto dalla contraerea sovietica nella fittizia battaglia di Smolensk.

La battaglia decisiva fu quella di Smolensk (1947), «la più grande battaglia di carri armati della storia»: circa duecentomila soldati italiani e sovietici morirono e quasi cinquemila mezzi corazzati vennero distrutti in una battaglia durata sette giorni, durante la quale morì anche Italo Balbo, abbattuto dalla contraerea sovietica. In seguito alla battaglia, i sovietici iniziarono a battere in ritirata, incalzati dalle forze Alleate. Il 10 marzo 1948, le "Camicie nere" fasciste furono le prime a entrare a Mosca. In seguito alla conquista della capitale sovietica, l'Armata Rossa si sfaldò, l'URSS si sciolse e le singole repubbliche chiesero separatamente la pace all'Occidente. Il Kazakistan fu la prima repubblica a passare con gli Alleati e a scacciare i sovietici dal proprio territorio.
Il 16 marzo entrò in vigore l'armistizio, che vedeva gli eserciti occidentali occupare larga parte dei territori sovietici: sul fronte occidentale, statunitensi, inglesi e francesi raggiunsero Kazan' e Perm', mentre gli italiani occuparono Omsk e Novosibirsk; su quello pacifico, gli USA occuparono Sachalin, la Kamčatka e Vladivostok. Stalin fu catturato da militari italiani in Armenia verso la fine di marzo 1948, nascosto nel monastero di Ajrivank, mentre stava cercando di scappare in Cina. Fu successivamente trasferito a Roma, processato per crimini di guerra al Tribunale Internazionale de L'Aia e condannato a morte per fucilazione (condanna mai eseguita perché, un mese prima, morì improvvisamente nel carcere militare di Gaeta).
In seguito alla fine della guerra, Bielorussia e Ucraina entrarono a far parte dell'Impero italiano in qualità di protettorati. L'Italia si distinse successivamente sempre più come superpotenza a tutti gli effetti, grazie a una lunga serie di risultati in ambito diplomatico, scientifico e culturale, fra cui il determinante contributo al riconoscimento internazionale di Israele, lo sbarco sulla Luna del 2 giugno 1969, la partecipazione alla Guerra del Vietnam e così via.

### Occidente
Il 28 ottobre 1965, Mussolini annunciò l'adesione dell'Italia (unica fra i Paesi NATO e dopo Australia, Corea del Sud e Nuova Zelanda) alla "Operazione Più bandiere", ossia alla richiesta del Presidente statunitense Lyndon B. Johnson di aiuto ai Paesi occidentali per la Guerra del Vietnam. Il Corpo di Spedizione Italiano, partito nel maggio 1966, era guidato dal generale Junio Valerio Borghese ed era composto da 15 000 volontari, quasi tutti reclutati fra le file della Milizia Volontaria per la Sicurezza Nazionale.
L'8 settembre 1966, Mussolini annunciò le proprie dimissioni da Presidente del Consiglio e Duce del Fascismo, designando Galeazzo Ciano come suo successore per entrambi i ruoli e mantenendo per sé solo il titolo di Capo della MVSN.
Probabilmente nel 1967, re Umberto II abdicò a favore del figlio Carlo Alberto II. La decisione venne presa in seguito al forte stato di depressione in cui cadde dopo la morte del suo primogenito Vittorio Emanuele (1964), in seguito a un incidente di caccia in Corsica, su cui si nutrivano dubbi.
Nel 1972, a ridosso dei festeggiamenti del 50º anniversario della Marcia su Roma, un attentato uccise Galeazzo Ciano, il Segretario del PNF Pino Romualdi e varie altre persone. Il mattino successivo, Carlo Alberto II assunse i pieni poteri e dichiarò sciolti sia il PNF che la MVSN. Il giorno dopo, il Gran consiglio del fascismo dichiarò a sua volta decaduta la monarchia, decretò l'esilio per i membri di Casa Savoia e l'istituzione della Repubblica, nominando Mussolini Capo provvisorio dello Stato.
Seguirono vari giorni di combattimenti tra le forze realiste e quelle fasciste, concentrati perlopiù nel Nord Italia e in varie dipendenze (Eritrea, Somalia, Ucraina, Bielorussia, Illiria e Albania), mentre nel Sud Italia si registrarono solo attentati a installazioni fasciste, tralicci e nodi ferroviari. Con la resa delle ultime sacche di resistenza realista a Torino, gli scontri terminarono il 29 ottobre con la vittoria dei fascisti e la fuga della famiglia reale ad Alessandria d'Egitto.
Una settimana dopo la fine degli scontri, Mussolini morì. Dopo un periodo di turbolenze, fu decisa la creazione di un Triumvirato a guida del Governo, composto dall'ex-Governatore di Roma ed ex-Ministro Giorgio Almirante, dall'ex-Comandante della Decima Legio generale Massimo Duilio Gabrielli e dall'ex-Comandante dell'OVRA generale Ludovici.

### Dal 1973 al 1991

Mappa della Federazione araba, creata nel 1974 in seguito alla Guerra del Kippur.

Nel 1973, il re dell'Afghanistan Mohammed Zahir Shah subì un tentativo di colpo di Stato, organizzato da suo cugino Mohammed Daud Khan. L'operazione fu sventata anche grazie al contributo dell'OVRA e Daud Khan fu arrestato dalle forze lealiste.
Nel 1974, in seguito alla Guerra del Kippur e alla definitiva espulsione degli arabi da Israele, sette Paesi arabi (Arabia Saudita, Egitto, Giordania, Iraq, Libano, Siria e Yemen) decisero di unirsi nella Federazione Araba, di cui Yasser Arafat divenne Presidente.
Nel 1975, venne deciso il ritiro dal Vietnam di tutte le truppe occidentali.
Nel 1979, venne firmato ad Addis Abeba un Trattato di alleanza fra Italia, Francia, Regno Unito, Germania e Stati Uniti d'America.
In un momento imprecisato (probabilmente negli anni settanta), la Cina contribuì alla costituzione dell'Unione delle Repubbliche Socialiste Sovietiche dell'est, uno Stato socialista filo-cinese nell'Estremo Oriente russo.
Nel 1980, l'OVRA creò ReteMondo, una rete telematica di comunicazioni per uso militare. Dopo qualche anno, l'invenzione fu declassificata e concessa ai privati.
Negli anni 80, il triumviro Almirante annunciò il proprio ritiro dalla vita politica. Al suo posto, fu eletto l'ex-Governatore di Roma Romano Tebaldi.
Nel 1988, una strana epidemia di breve durata (più tardi chiamata Macula) colpì ampie zone dell'Afghanistan. Non c'è accordo sul numero complessivo di vittime.
Intorno ai primi anni novanta, la Federazione Araba invase il Kuwait. Dopo sei mesi di occupazione, una coalizione di truppe occidentali riuscì a liberare il Paese.

### Attacco all'Occidente
Il 17 luglio 1992, il gruppo estremista al-Qamar occupò La Mecca con il proprio braccio armato. Il 24 luglio, il Presidente della Federazione Araba Yasser Arafat venne ucciso da un affiliato ad al-Qamar in un attacco suicida, che segnò l'inizio di un colpo di Stato in tutta la Federazione, guidato dal capo di al-Qamar, Husam Ed Din. Il 25 luglio, la Federazione Araba sferrò un attacco nucleare su Tel Aviv e un altro violento attacco contro la Sesta Flotta degli Stati Uniti di stanza nel mar Mediterraneo, a cui seguì un attacco via terra a Israele, mentre Pakistan, Bangladesh, Turchia, Yemen, Marocco, Tunisia, Algeria e le repubbliche caucasiche erano scosse da manifestazioni e tentativi di insurrezione. In Italia, Romano Tebaldi venne nominato Primo Triumviro, ottenendo pieni poteri per la conduzione della guerra.
Nei primi giorni di guerra, un primo attacco occidentale verso Baghdad venne neutralizzato, mentre ciò che rimaneva dell'esercito israeliano venne tratto in salvo e portato in Libia. Qualche giorno dopo, almeno tre ondate di missili a testata elettromagnetica furono lanciate su tutte le principali città europee e le aree industriali più importanti, seguite poco dopo dai primi sbarchi delle truppe arabe in Sicilia e presso l'Aeroporto "Italo Balbo" di Fiumicino. Una seconda ondata di missili, qualche ora dopo, colpì nuovamente tutta l'Europa e le colonie italiane in Africa, seguita da un'invasione di terra della Libia e della Somalia.
L'intera città di Roma veniva invasa da numerose brigate di paracadutisti arabi e parzialmente occupata. Il tentativo della Decima Legio di liberare l'aeroporto di Fiumicino si concluse in un bagno di sangue, culminato nella distruzione dell'aeroporto stesso. Città del Vaticano cadde dopo un giorno di furiosi combattimenti e papa Pio XIII fu costretto all'esilio a Città del Messico. Le prime truppe regolari arabe sbarcarono in forze a Civitavecchia e Palermo quello stesso giorno. Roma fu conquistata a novembre, ma la resistenza cittadina continuò a lungo.
Verso gli ultimi mesi del 1992, l'Italia centro-meridionale era saldamente in mano agli arabi, dove Husam Ed Din (autoproclamatosi Califfo) aveva creato il Sultanato Italiano di Levante con capitale provvisoria Benevento. Il Governo regolare italiano aveva stabilito la capitale provvisoria a Salò. In Europa orientale, due armate di invasione arabo-musulmane (la prima passata attraverso il Caucaso e l'Ucraina meridionale, la seconda attraverso la penisola balcanica dopo aver occupato la Grecia) si ricongiunsero a est di Vienna.
Nei primi giorni di gennaio 1993, Italia, Francia, Regno Unito, Germania e Spagna firmarono a Salò un patto di alleanza contro l'invasione, mentre decine di migliaia di volontari provenienti da molti Paesi di tradizione cristiana affluirono in Austria. Il 31 marzo 1993, cominciò uno scontro campale fra truppe occidentali e truppe arabe, conclusosi qualche giorno dopo con il ripiegamento arabo oltre il Danubio. Nella notte fra il 20 e il 21 aprile, una violenta strage si consumò sul Campidoglio, in cui rimasero uccisi centinaia di soldati della Federazione Araba e di forze collaborazioniste. Da quel giorno, il colle fu definitivamente abbandonato.
Dopo il mancato sfondamento sul Danubio e l'arrivo dei volontari cristiani guidati dal generale Augusto Pinochet nel Nord Italia, circa centomila volontari musulmani sbarcarono nelle aree italiane occupate, allo scopo di sferrare l'attacco definitivo verso nord. Lo scontro decisivo avvenne nei pressi del fiume Metauro fra il 10 e il 15 maggio 1993: dopo una serie di scontri minori, le truppe arabe guidate da Husam ed-Din furono costantemente respinte dalle truppe occidentali, sotto la guida di Tebaldi e Pinochet. Improvvisi problemi alle armi elettromagnetiche provocarono il panico nelle file arabe, dando inizio al tracollo dell'esercito levantino. Numerose città italiane sotto occupazione insorsero, spesso liberandosi prima dell'arrivo delle truppe italiane (come nei casi di Napoli, Benevento, Taranto e Reggio Calabria).
Il 18 maggio fu proclamata la definitiva liberazione dell'Italia, mentre due giorni dopo Tebaldi e Pinochet facevano il loro ingresso a Roma. Nei mesi successivi, la guerra proseguì perlopiù a livello navale, con scontri nel Golfo Persico, nel Mar Rosso e nel Mediterraneo orientale. L'attacco definitivo iniziò il 4 novembre 1993, con l'invasione simultanea di Israele, Egitto, Etiopia, Somalia e penisola araba. Lungo il mese di novembre, le nazioni che componevano la Federazione Araba si distaccarono e trattarono separatamente la resa. Il 2 dicembre 1993, venne attaccato e raso al suolo il ribāṭ yemenita di Husam ed-Din, l'ultima ridotta dell'ex-Califfo. Il 10 dicembre, Tebaldi fu nominato Duce dell'Impero.

### Dal 1993 al 2011
Nel 2000, il Segretario di Stato vaticano Giulio Andreotti venne eletto papa con il nome di Giulio IV. Il suo papato durò sette anni.
Nel 2008, tutte le colonie e i protettorati italiani vennero resi autonomi nell'ambito della Comunità delle Repubbliche Sociali Autonome, un'unione economica guidata dall'Italia, in vista della definitiva indipendenza (prevista per il 2015).
Nel 2009, una grave crisi politica in Corea del Nord portò a un intervento internazionale, in seguito al quale furono definitivamente smantellate le installazioni nucleari nordcoreane.

### Nuovo impero d'Occidente
Fra il 2011 e il 2012, una epidemia di una malattia sconosciuta (successivamente chiamata Hecates) esplose in Cina. Le autorità cinesi mantennero lo stretto riserbo sui numeri delle vittime, ma le stime parlavano di centinaia di migliaia di morti.
Nel 2012, si verificò un violento attentato all'Università Popolare di Addis Abeba, dove si contarono 585 morti (di cui più di 300 sotto i 20 anni).
Il 18 ottobre, il generale cinese Chiun guidò un colpo di Stato in Cina alla testa di trenta divisioni dell'esercito, dichiarando successivamente decaduto il regime comunista e proclamando l'indipendenza delle varie repubbliche cinesi. Imponenti colonne di sfollati cinesi, impauriti dalla ribellione e dall'epidemia di Hecates, iniziarono a dirigersi verso il Pakistan e la Russia.
     Unione della Costa Orientale
     Nuova Federazione degli Stati Americani

I nuovi Stati sorti dalla dissoluzione degli Stati Uniti d'America:
Unione della Costa Orientale
Nuova Federazione degli Stati Americani

Il 19 ottobre, il vulcano Cumbre Vieja (Isole Canarie) esplose in una violenta eruzione, causando la frana di larga parte dello stesso in mare e successivamente un tremendo tsunami che colpì le coste atlantiche di Europa, Africa e America. Nove ore dopo, sei bombe atomiche esplosero lungo la faglia di Sant'Andrea, provocando lo sprofondamento della California, mentre l'Armata Nazionale Antifascista dichiarò l'insurrezione generale in Etiopia. Gli Stati Uniti iniziarono a disgregarsi e a Roma eruppero scontri a fuoco fra la fazione fedele al Duce e quella più progressista. Quest'ultima ebbe la meglio, portando a termine il colpo di Stato contro Tebaldi (20 ottobre 2012). Frattanto, l'esercito cinese guidato dal generale Chiun aveva già invaso il Medio Oriente e stava per apprestarsi a sbarcare in Europa.
Il 28 ottobre, durante la cerimonia di incoronazione a Imperatore del Nuovo impero romano d'Occidente di Ario Tebaldi, nipote dell'ex-Duce Romano Tebaldi, uno strano incidente causò il panico fra la folla. La cerimonia fu poi definitivamente interrotta quando giunse notizia dell'improvviso sbarco di Romano Tebaldi e delle truppe a lui fedeli nella città di Roma. Questo diede l'inizio a una lunga serie di combattimenti, che ridussero la città a un cumulo di macerie. Gli scontri terminarono solo una settimana più tardi, con la conquista della Domus Italiae.
L'Orda di Chiun, frattanto, era giunta in Slovenia e nei giorni successivi attraversò il confine all'altezza di Gorizia, dividendosi poi in due tronconi, diretti rispettivamente verso Bologna e Milano. Dopo gli avvenimenti di Roma, tuttavia, Chiun decise di attestarsi con il primo troncone lungo l'Adige e di consolidare l'occupazione del Veneto. Le truppe fasciste, con un attacco a sorpresa, riuscirono a decapitare in fretta il vertice dell'Orda e a costringere il grosso dell'esercito fra i Colli Euganei e i Colli Berici: la battaglia risultò in una strage di soldati orientali, dal momento che i fascisti ricevettero l'ordine di non fare prigionieri. I circa centomila uomini dell'Orda diretti verso Milano, invece, furono intercettati a nord di Mantova e da lì respinti verso il lago di Garda. Entrambi gli schieramenti subirono durissime perdite, soprattutto perché anche l'Orda iniziò a uccidere per rappresaglia civili e prigionieri. Dopo una settimana di violente battaglie e oltre un milione di morti, l'Orda fu definitivamente sconfitta.
A novembre inoltrato, un gigantesco terremoto in Antartide provocò l'inizio dello scioglimento dei ghiacci perenni e si ripercosse in tutto il pianeta, causando la distruzione completa di New York e Sydney, lo sprofondamento di Città del Capo e la quasi totale distruzione di Londra, Bruxelles, Berlino, Amsterdam, San Pietroburgo, Mosca, Pechino, Hong Kong e Tokyo. Roma, già provata dai combattimenti, vide il crollo di numerosi monumenti (fra cui il Colosseo) e di quasi tutti i ponti sul Tevere, con la sola eccezione dei ponti Cestio e Fabricio, che collegano la città all'Isola Tiberina, mentre le forze dell'Alleanza, guidate dal Tiranno Nefar Lilian, iniziarono a cingerla d'assedio.
Il 12 dicembre, dopo tre giorni di incessanti nevicate, Benito Amedeo Tebaldi venne incoronato Imperatore del ristabilito Impero Romano d'Occidente. Il 20 dicembre, Roma fu nuovamente teatro di violentissimi scontri armati fra le neonate forze imperiali e l'Alleanza, durante i quali morì anche il neo-imperatore Benito Tebaldi. L'improvvisa notizia della morte del Tiranno Nefar Lilian portò alla conclusione del conflitto e al rovesciamento di parecchi Governi sotto il controllo dell'Alleanza.
Il 21 aprile 2013, Italo Tebaldi (secondogenito di Romano) fu incoronato Imperatore dell'Impero Romano d'Occidente.